# 佩德罗·穆鲁亚
佩德罗·穆鲁亚（西班牙語：Pedro Murúa，1930年12月25日—2019年11月3日），西班牙男子曲棍球运动员。他曾代表西班牙国家队参加1960年夏季奥林匹克运动会曲棍球比赛，获得一枚铜牌。